# 卫道
卫道（1494年—1559年），字正夫，号滍川，河南南阳府裕州葉縣人，明朝政治人物。

## 生平
正德八年（1513年），衛道弱冠登癸酉科河南乡试舉人，正德九年（1514年）联捷甲戌科三甲第一百二十二名進士。初授武昌府推官，十四年十一月选授南京刑科给事中，十五年十一月曾向武宗建议挑选宗室为皇嗣，武宗不听。不久父喪归乡。嘉靖二年（1523年）七月起复工科给事中，以議大禮请求辞职，未被允许，以職事監獻皇帝廟，工程完成後，因何渊倡议砍伐树木，推倒墙垣，以开通太庙街门，卫道上疏阻止，被世宗切责，降职二级，嘉靖四年（1525年）十月贬山東布政司照磨，十二月復任原职，监督世廟工程。迁右给事中，五年四月轉工科左给事中，七年四月升兵科都给事中。出为貴州右參政，分守貴寧、安平，十一年四月升湖廣按察使，更任雲南，十四年六月升四川右布政使，轉山西左布政使，十七年八月升南京太仆寺卿，历南京太常寺卿，十九年七月升南京刑部右侍郎，二十年四月以九廟发生火灾，引咎致仕。歸乡後，築精舍于黄山滍水之陽，讀書養性。享年六十六岁去世。

## 家族
原籍河内修武人，元朝末年躲避战乱，徙居葉縣。高祖卫和，曾祖卫智。祖父卫顼，舉人，官單縣知縣。父亲卫鉞，歲貢。俱赠太中大夫、南京太僕寺卿。祖母吴氏、母劉氏，俱赠淑人。継母李氏，封太淑人。